# 泉南市立新家小学校
泉南市立新家小学校（せんなんしりつ しんげしょうがっこう）は、大阪府泉南市新家にある公立小学校である。

## 沿革
- 1874年（明治7年）2月7日 - 泉州30番学校から分離して宗福寺仏堂を仮校舎として創立。
- 1874年（明治7年） - 泉州82番学校と改称。
- 1875年（明治8年） - 新家小学校と改称。
- 1887年（明治20年） - 新家尋常小学校と改称。
- 1929年（昭和4年） - 新家尋常高等小学校と改称。
- 1941年（昭和16年）4月1日 - 新家国民学校と改称。
- 1947年（昭和22年）4月1日 - 新家村立小学校と改称。
- 1956年（昭和31年）9月30日 - 町村合併により泉南町が発足し、泉南町立新家小学校と改称。
- 1970年（昭和45年）7月1日 - 市制施行により、泉南市立新家小学校と改称[1]。